# Металургійний завод у Чирчику
Металургійний завод у Чирчику — виробничий майданчик на сході Узбекистану.
У 1950-х роках створили Узбецький комбінат тугоплавких та жаростійких металів, який мав спеціалізуватись на роботі з вольфрамом та молібденом. Належний йому металургійний завод вирішили розмістити у Чирчику, де працював хімічний комбінат, який міг постачати необхідні для технологічного процесу водень високої чистоти, азотну кислоту та аміак. Першу продукцію — молібденовий штабік — завод видав у 1956 році. З плином часу асортимент продукції поповнився монокристалами молібдену та вольфраму і виробами з них у вигляді прутків, проволоки, плаского прокату та ленти.
Сировину для металургійного виробництва також продукували на території Узбекистану — вольфрамовий концентрат надходив з Койташського та Інгичкинського рудників, тоді як молібденовим концентратом забезпечував Алмалицький гірничо-металургійний комбінат (працював з продукцією рудника Кальмакир, а потім і Сари-Чеку). Втім, перші кілька років в Чирчику не могли провадити розкриття концентратів, тому працювали на попередньо підготованій сировині. Лише в 1962-му тут запустили гідрометалургійне виробництво, технологія якого передбачала обробку вольфрамового концентрату азотною кислотою. Ще за рік впровадили переробку молібденової сировини, так само з розкриттям азотною кислотою. Як попутний продукт з розчинів виділяли реній.
У 1994 та 1996 роках припинили роботу Койташський та Інгичкинський рудники. Завод в Чирчику був вимушений перейти на переробку давальницької сировини, при цьому він опинився у складному фінансовому становищі. Є відомості, що він переробляв близько 1 тисячі тонн вольфрамового концентрату, що давало можливість завантажити потужності лише на 20 %.
У 2015-му активи Узбецького комбінату тугоплавких та жаростійких металів передали Алмалицькому гірничо-металургійному комбінату.